# Route nationale 7 (Mali)
Pour les articles homonymes, voir Route nationale 7.
La RN7 est une autoroute de la république du Mali qui démarre à Bamako à la sortie de la RN1 ou de la RN5, passe par Ouéléssébougou, Bougouni, Koumantou et Sikasso et se termine à Zégoua à la frontière avec la république de Côte d'Ivoire. A Bamako, elle croise la RN6 et à Bougouni, elle croise la RN8. Il mesure 469 kilomètres de long.